# Karla Kienzl
Karla Kienzl (* 21. Oktober 1922 in Liezen; † 2. September 2018, auch Karoline oder Carla Kienzl, geborene Hauser) war eine österreichische Rennrodlerin.

## Leben
Karla Hauser war Tochter eines Bergbauern und wuchs auf einem abgelegenen Hof auf. Da sie jeden Winter mit dem Rodel zur Schule fuhr, wurde sie schnell mit dem Sportgerät vertraut und startete schon in früher Jugend bei einigen Jugendwettbewerben. Im Alter von 14 Jahren, im Jahr 1937, nahm die Liezenerin erstmals an der Vereinsmeisterschaft der Erwachsenen teil und entschied diese für sich. Nachdem sie in den darauffolgenden Jahren bei weiteren internen Rennen des SC Liezens triumphiert hatte, gewann sie 1941 gleich bei ihrem ersten größeren Start die steirischen Landesmeisterschaften. Dieser Sieg überraschte Hauser nach eigener Aussage sehr, zugleich bekam sie durch diesen Erfolg „erst so richtig Lust für größere Aufgaben“. Nur kurze Zeit danach, noch im gleichen Jahr, startete die 18-Jährige bei der Österreichischen Meisterschaft, stürzte dort jedoch in einer großen Mittelkurve und fiel auf den neunten Rang zurück. Im Nachhinein erklärte die Rodlerin, diese Niederlage sei lediglich ein weiterer Ansporn gewesen, noch stärker zu werden. Um dieses Ziel zu erreichen, erhielt sie im Jahr 1942 den ersten Rennschlitten. Zu jener Zeit fuhren die meisten Spitzenathleten bereits auf solchen professionellen Sportgeräten, sodass Erfolge ohne diese nahezu unmöglich waren.
In den frühen 1940er-Jahren verbesserten sich Hausers Ergebnisse stetig, wenngleich zunächst die vielfache österreichische Meisterin Hilde Lache die meisten Wettbewerbe vor ihr gewann. 1943 belegte die Liezenerin bei der Tiroler Meisterschaft die vierte Position, ein Jahr später entschied sie das gleiche Ereignis für sich. 1946 verteidigte sie diesen Titel auf der völlig vereisten Bahn in Matrei am Brenner. Anschließend sicherte sie sich in Igls zum ersten Mal den österreichischen Meistertitel und hielt diesen fünf Jahre lang. Weitere Erfolge gelangen Hauser in den späten 1940er-Jahren; so gewann sie 1947 und 1948 die Italienische Meisterschaft und siegte zudem bei diversen weiteren Wettkämpfen, etwa den Salzburger Titelrennen. Im Jahr 1948 heiratete Hauser den zwei Jahre jüngeren Fritz Kienzl, der ebenfalls Rodler war, und nahm dessen Namen an.
Während des Zweiten Weltkriegs und in den Nachkriegsjahren waren internationale Rodelvergleiche wie die Europameisterschaften ausgefallen, sodass Karla Kienzl ihre meisten Erfolge bei Wettbewerben innerhalb des Landes erreicht hatte. Zu dieser Zeit dominierten jedoch die Österreicher auch international, sodass das Niveau bei diesen nationalen Wettkämpfen fast genauso hoch war wie das bei der ersten Nachkriegs-EM, die 1951 in Igls stattfand. Dort gewannen die Österreicher auf ihrer Heimbahn dementsprechend alle neun möglichen Medaillen; bei den Frauen führte Kienzl das Klassement an und wurde so nach Lotte Embacher die zweite österreichische Europameisterin. Bei ihrer Rückkehr nach Liezen wurde die neue Titelträgerin von Hunderten von Einwohnern empfangen, zu ihren Ehren spielte die Stadtkapelle. In einer Dankesrede erklärte Kienzl, dass sie weiterhin für ihre steirische Heimatstadt starten werde, auch wenn sie nach Tirol umziehen müsse, da dort ihr Ehemann beruflich tätig sei.
Private Gründe verhinderten eine Titelverteidigung der 29-Jährigen bei den nächsten Europameisterschaften in Garmisch-Partenkirchen, bei denen die sieben Jahre jüngere Maria Isser siegte. 1953 führte Kienzl bei der EM in Cortina d’Ampezzo bis zum dritten Lauf, erst im abschließenden Durchgang stürzte sie und spielte so bei der Medaillenvergabe keine Rolle. Sowohl bei diesen als auch bei den vorherigen Europameisterschaften hatte Maria Isser ihren Titel verteidigt. Wiederum ein Jahr später fiel die Liezenerin erneut wegen eines Missgeschicks im letzten Lauf von der Spitzenposition zurück und belegte abermals hinter Isser den Silberrang. Bei den gleichen Europameisterschaften gewann dafür ihr Ehemann Fritz Kienzl den Einsitzerwettbewerb der Männer. Zu der Misserfolgsserie meinte Karla Kienzl im Nachhinein: „Ich hatte […] in meiner langjährigen Rennerfahrung nicht nur siegen, sondern auch verlieren gelernt und deshalb ließ ich den Mut nicht sinken und ging […] mit neuem Schwung wieder auf die Rennbahn.“
Tatsächlich erreichte Kienzl im Winter 1955 wieder größere Siege: Zunächst entschied sie den großen Preis von Deutschland für sich und gewann dann bei den ersten Rennrodel-Weltmeisterschaften in Oslo den Titel. Die dortige Bahn lag der Österreicherin zunächst überhaupt nicht, zumal aufgrund des schlechten Wetters wenig trainiert werden konnte. Dennoch hatte sie am Ende nach vier Durchgängen etwa sechs Sekunden Vorsprung auf die zweitplatzierte Maria Isser. Den Weltmeisterschaftssieg sah die Liezenerin als „Ziel eines sehr weiten sportlichen Weges, der über Höhen, aber auch über Hindernisse führte“. Daher beendete sie im Alter von 32 Jahren ihre fast 20-jährige Rodelkarriere, in der sie insgesamt fünf österreichische, zwei italienische und eine Schweizer Meisterschaft sowie jeweils eine Europa- und eine Weltmeisterschaft für sich entschieden hatte. Bis heute gehört sie damit neben Maria Isser zu den erfolgreichsten österreichischen Rodlerinnen.

## Ehrungen
- Rang 2 bei der Mitte Januar 1956 von den österreichischen Sportjournalisten durchgeführten Wahl „Sportlerin des Jahres 1955“[2]